# Drei-Brüder-Schacht
Der Drei-Brüder-Schacht ist ein zwischen 1791 und 1818 geteufter Schacht im Freiberger Revier. Ursprünglich unter anderem als Teil eines Entwässerungsprojektes errichtet, entwickelte er sich zum Hauptschacht der Grube Segen Gottes Herzog August. Nach der Einstellung des Bergbaus entstand 1914 im Drei-Brüder-Schacht eines der ersten Kavernenkraftwerke der Welt.

## Geografische Lage
Der Drei-Brüder-Schacht befindet sich am westlichen Rand von Zug nahe der Stadt Freiberg im Landkreis Mittelsachsen. Er liegt unweit der Bundesstraße 101 zwischen Freiberg und Brand-Erbisdorf, an der in diesem Bereich auch die Silberstraße entlangführt.
Der Schacht ist dem südlichen Freiberger Bergrevier nahe dem Brander Revier (Grubenfeld Beschert Glück) zuzuordnen. Die Halde, die sich um den Schacht erstreckt, ist für die Verhältnisse des Bergbaus des 18. und 19. Jahrhunderts in der Region überdurchschnittlich groß.

## Geschichte

### Bergbau

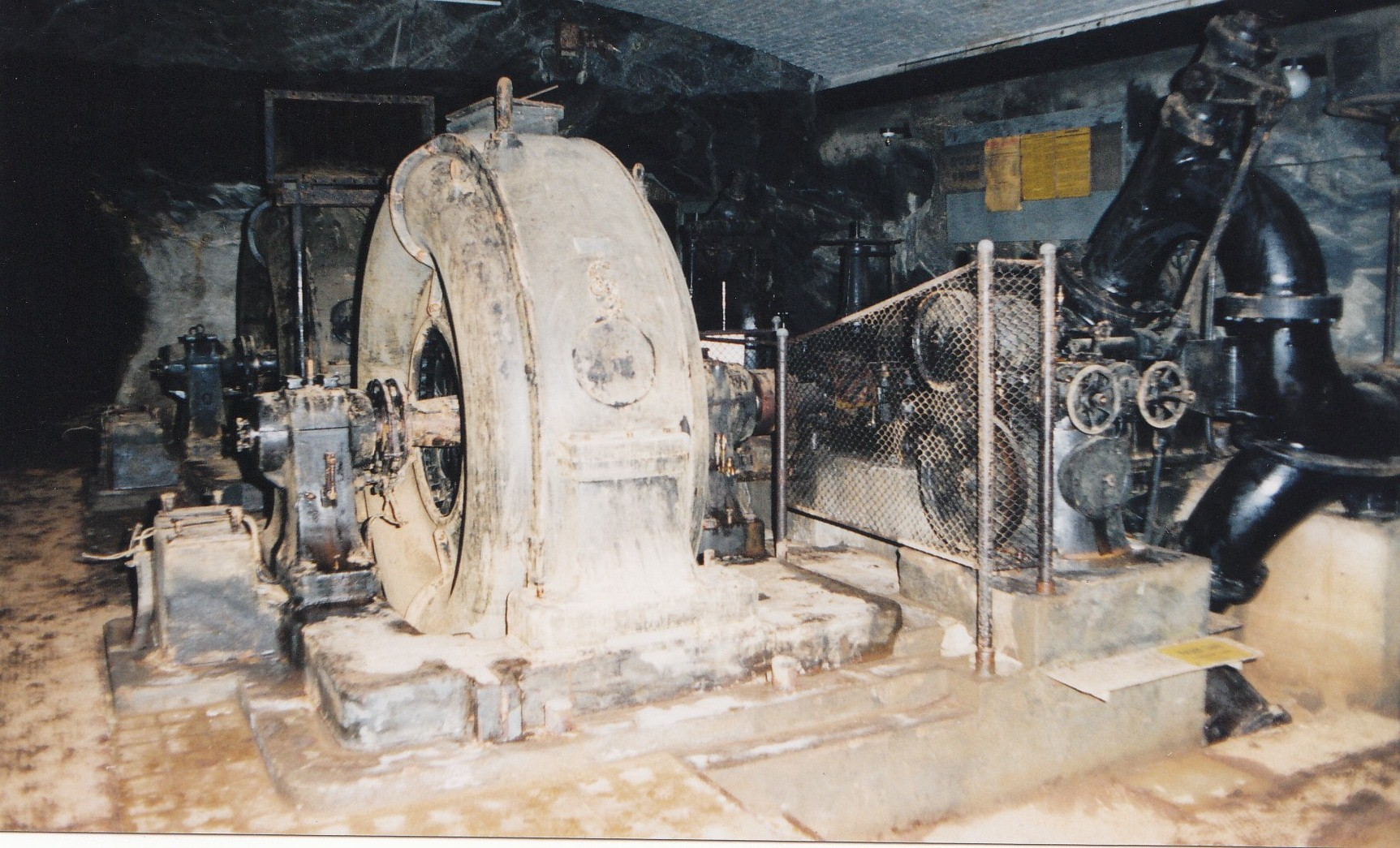
Generator (links) und Turbine im Unterwerk des Drei-Brüder-Schachtes

Generator um das Jahr 1920 mit Erregermaschine (linker Bildrand, später entfernt)

Im Jahr 1791 beschlossen die Gruben Beschert Glück und Segen Gottes Herzog August, zur Erschließung tiefer liegender Erzgänge eine gemeinsame Lösung zur Entwässerung dieser Grubenfelder zu finden. Im Ergebnis sollten durch die Anlage des Moritzstollns die Grubenwässer abgeführt werden. Im Zuge dessen wurde auch der Drei-Brüder-Schacht geteuft.
Nach der Fertigstellung 1818 und dem Anschluss an den Moritzstolln in 143 m Teufe wurden im Drei-Brüder-Schacht 1823/24 unter Mitwirkung von Christian Friedrich Brendel ein Kehr- und ein Kunstrad eingebaut. Über Tage entstand ein Treibehaus für die Wassergöpelanlage.
Nachdem die Grubenwässer kein Problem mehr darstellten, konnte der Erzabbau in größeren Teufen fortgesetzt werden. Mit den umfangreichen Wasserkraftanlagen war der Drei-Brüder-Schacht zudem sehr gut ausgebaut und wurde so zum Hauptschacht der Grube Segen Gottes Herzog August. Bis Mitte des 19. Jahrhunderts verzeichnete sie einen Aufschwung und gute Ausbeute, bis zu 200 Bergleute waren hier tätig. Als Zeuge des maschinellen Förderbetriebs zu dieser Zeit besteht noch heute eine übertägige Erzrolle, eine der ältesten noch erhaltenen Verladeanlagen des Freiberger Reviers.
Mit zunehmender Tiefe erhoffte weitere reiche Erzvorkommen blieben jedoch aus. Als auch Versuche bis in 388 m Tiefe keinen Erfolg versprachen, wurde die Grube 1898 stillgelegt. Durch den Verfall des Silberpreises zeichnete sich ein Ende des gesamten Bergbaus im Freiberger Raum ab und nach der Schließung der letzten Grube 1913 stellte sich die Frage, wie die umfangreichen über- und untertägigen wassertechnischen Anlagen der Revierwasserlaufanstalt unterhalten und genutzt werden sollten. Um auch nach dem Ende des Bergbaus das Wasser nicht ungenutzt abfließen zu lassen, wurde die Nutzung des abfließenden Wassers zur Energiegewinnung beschlossen. Damit konnten zugleich Mittel zum Unterhalt der Anlagen erwirtschaftet werden.

### Kavernenkraftwerk

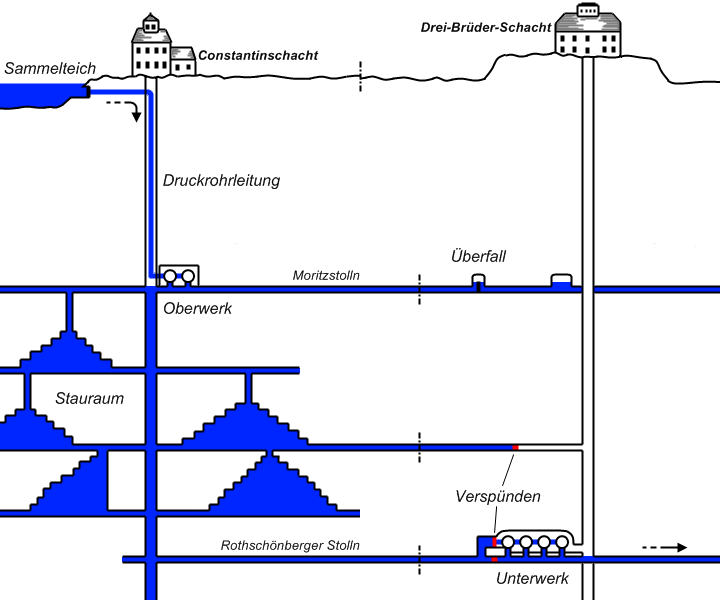
Schematische Funktionsdarstellung des Kraftwerksbetriebs mit Stauraum

Die Idee, das über große Gefälle abfließende, übertägig durch Kunstgräben herangeführte Wasser der Revierwasserlaufanstalt zur Erzeugung elektrischer Energie zu nutzen, entstand schon Ende des 19. Jahrhunderts. Bereits 1899 begannen im nahegelegenen Constantinschacht Arbeiten zum Ausbau eines unterirdischen Maschinenraums, die jedoch zunächst auf Grund eines noch fehlenden Gesamtkonzeptes und ungeklärter rechtlicher Fragen wieder zum Erliegen kamen.
Ab 1904 beschäftigte sich Oscar Reinhold Lange, Leiter der Himmelsfürst Fundgrube, mit dieser Idee. Bis 1911 erarbeitete er ein Konzept, in welchem dem Drei-Brüder-Schacht eine maßgebliche Rolle bei der Errichtung eines Kavernenkraftwerks eingeräumt wurde. Die rechtliche Grundlage wurde 1912 mit einem Gesetz geschaffen, welches die Nutzung der Grubenwässer für andere Zwecke als den Bergbau zuließ. Unter Leitung von Lange begannen nun die Arbeiten am Revierelektrizitätswerk.
Am 24. Dezember 1914 konnte das Unterwerk im Drei-Brüder-Schacht in Betrieb genommen werden. Ab dem 26. Januar 1915 lieferte das Kraftwerk im Dauerbetrieb zunächst 2,4 MW elektrische Leistung, die über ein eigens für das Revierelektrizitätswerk errichtetes Netz an die Gemeinden Brand-Erbisdorf, Muldenhütten, St. Michaelis, Langenau und Großhartmannsdorf übertragen wurden. 1921 wurde zudem eine Hochspannungsleitung nach Freiberg errichtet.
Mit der Inbetriebnahme 1914 stellt der Drei-Brüder-Schacht eins der ersten Kavernenkraftwerke der Welt dar. Schon vorher in Betrieb genommene Kraftwerke dieser Art sind aus Snoqualmie (USA, Inbetriebnahme 1898) sowie der Grube Samson im Oberharz (Inbetriebnahme 1912) bekannt. Einmalig ist bis dahin jedoch die Nutzung des großen unterirdischen Stauraums im Drei-Brüder-Schacht. Durch die Einbeziehung der vorhandenen Schächte, Strecken und Abbaue konnte ein Speichervolumen von 1,5 Mio. m³ erreicht werden.
Nach Verzögerungen infolge des Ersten Weltkriegs wurde 1922 auch das Oberwerk im Constantinschacht fertiggestellt. Ab 1924 wurden so zusätzlich 2 MW ins Netz eingespeist. Das Wasser gelangte nun nach der Nutzung im Oberwerk in den tieferliegenden Stauraum und konnte zusammen mit weiterem zusetzendem Grundwasser ein zweites Mal im Unterwerk genutzt werden. Danach floss es über den Rothschönberger Stolln in Richtung der Triebisch ab.
Durch weitere Verbesserungsmaßnahmen, die durch den kostengünstig erzeugten Strom finanziert wurden, konnte die Leistung bis 1943 auf 6 MW erhöht werden. Der Drei-Brüder-Schacht stellte somit das damals leistungsstärkste Wasserkraftwerk Sachsens dar.

### Situation nach 1945

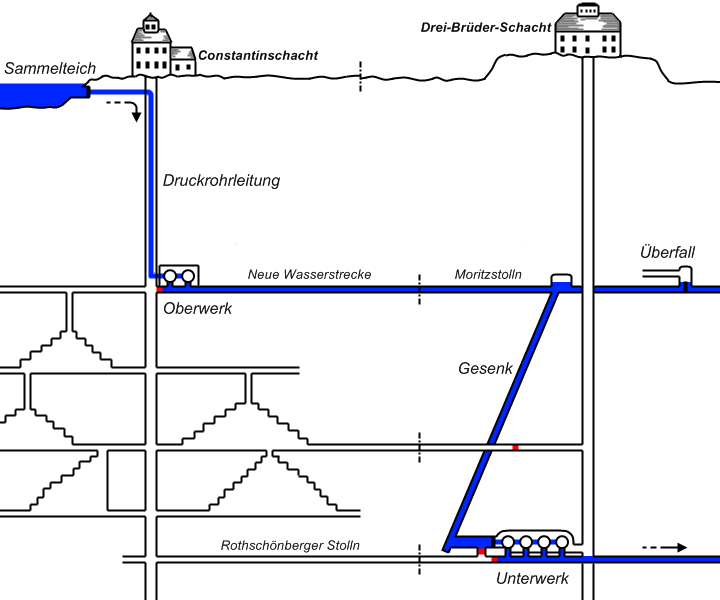
Schematische Funktionsdarstellung des Kraftwerksbetriebs ohne Stauraum zwischen 1953 und 1969.

Nach dem Zweiten Weltkrieg führte die SAG Wismut, wie in allen erzgebirgischen Lagerstätten, auch im Bereich des Drei-Brüder-Schachtes Erkundungen auf Uranerz durch. Nachdem die Wismut bereits nach 2 Jahren 1949 das Grubenfeld wieder verlassen hatte, wurde der Betrieb 1951 durch die Bleierzgrube „Albert Funk“ aufgenommen. Durch die Wiederaufnahme des aktiven Bergbaus konnten die unterirdischen Speicher nicht mehr genutzt werden, so dass das Unterwerk 1948 stillgelegt werden musste. Das Oberwerk im Constantinschacht konnte zunächst bis 1951 weiterbetrieben werden.
Durch eine veränderte Wasserführung konnte das Kraftwerk jedoch schon im Dezember 1953 wieder in Betrieb genommen werden, allerdings entfiel nun der große Stauraum zwischen dem Ober- und dem Unterwerk. Stattdessen wurde das Wasser nach dem Oberwerk über eine neu aufgefahrene Strecke sowie ein Gesenk direkt zum Unterwerk geleitet. In der Betriebsführung musste nun darauf geachtet werden, dass immer ausreichend Wasser im nur noch 7000 m³ fassenden Gesenk über dem Unterwerk stand. Zudem konnten nur noch das über Tage heranfließende Wasser zur Energieerzeugung genutzt werden, die Grubenwässer flossen ungenutzt ab. Auch Streitigkeiten nach der Trennung des Kraftwerkes von der Revierwasserlaufanstalt über Wasserbereitstellung und -preis sorgten für Leistungsabschwächungen.
Die Einschätzung durch die Energiewirtschaft, dass das Kraftwerk vor allem im Vergleich zu den damals in der DDR bevorzugten Braunkohlekraftwerken unrentabel arbeite und keinen historischen Wert besitze, führte 1968 zur Festlegung der Schließung. Bereits ein Jahr später ging das Oberwerk im Constantinschacht vom Netz. Das Unterwerk wurde noch bis zum 10. Juli 1972 weiterbetrieben, nach Schließung der Bleierzgrube Albert Funk 1969 sogar unter erneuter Verwendung des unterirdischen Stauraums.
Versuche, das Kraftwerk zu erhalten, scheiterten weiterhin an der Beurteilung der Wiederinbetriebnahme als ökonomisch nicht vertretbar. Allerdings wurden die untertägigen Maschinen des Unterwerks nicht komplett ausgebaut, sondern konserviert. Die Übertageanlagen wurden durch versäumtes Umleiten der Grubenwetter beschädigt.

## Fallversuche zum Nachweis der Erdrotation
Im August und September 1831 führte der Physik-Professor Ferdinand Reich von der Bergakademie Freiberg im Drei-Brüder-Schacht eines der bedeutendsten Fallexperimente zum Nachweis der Erdrotation durch. Der obere Teil des Schachtes verläuft senkrecht, sodass eine Fallhöhe von 158,5 m erreicht werden konnte. Reich ließ in zahlreichen Versuchen zunächst an Fäden befestigte Zinnkugeln, die er über eine Zangenkonstruktion losließ, in den Schacht fallen. Nachdem er bei dieser Methode eine zu große Beeinflussung auf die Kugeln durch die Zangenbewegung vermutete, ließ er die Kugeln nach einem Bad in kochendem Wasser über einem passgenauen Loch der Startvorrichtung abkühlen, sodass diese möglichst ohne äußere Einwirkung in den Schacht fielen. Durch Messung der Abweichung des Aufschlagpunktes der Kugeln zur Lotrechten, die bei Reichs Experimenten durchschnittlich einen Wert von 27,5 mm ergab und damit dem theoretischen Wert sehr nahekam, gelang ihm der Nachweis der Erdrotation.

## Heutige Situation

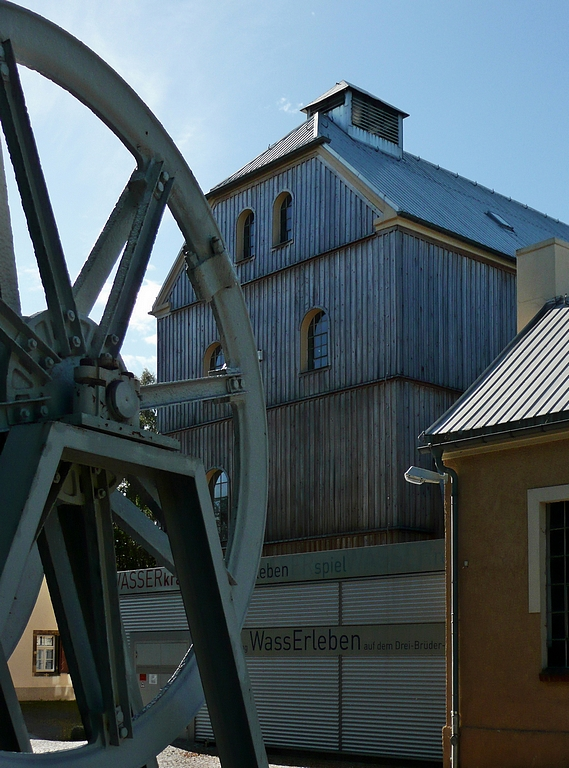
Blick auf das Treibehaus des Drei-Brüder-Schachtes

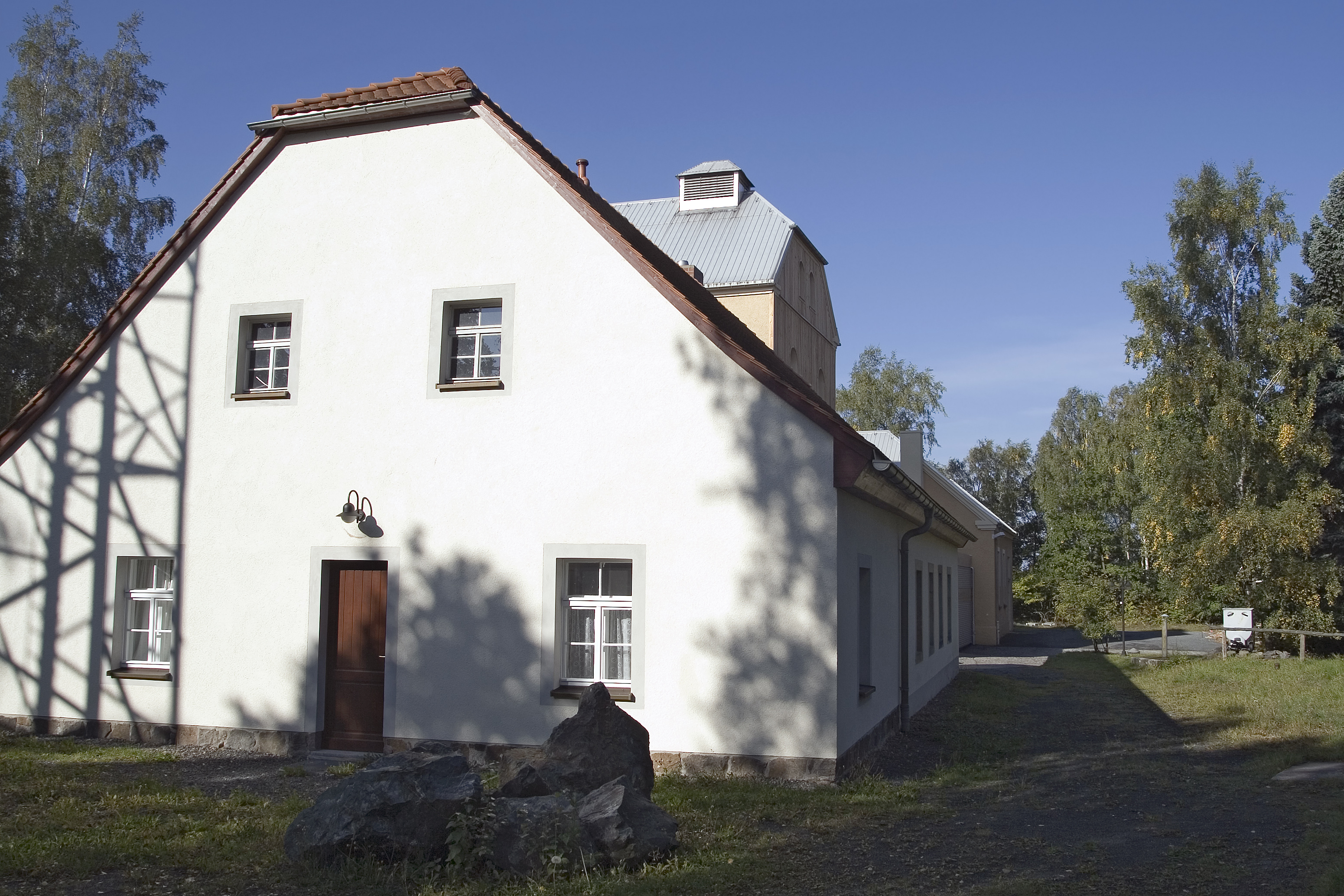
Das sanierte Scheidebankgebäude, erbaut um 1820

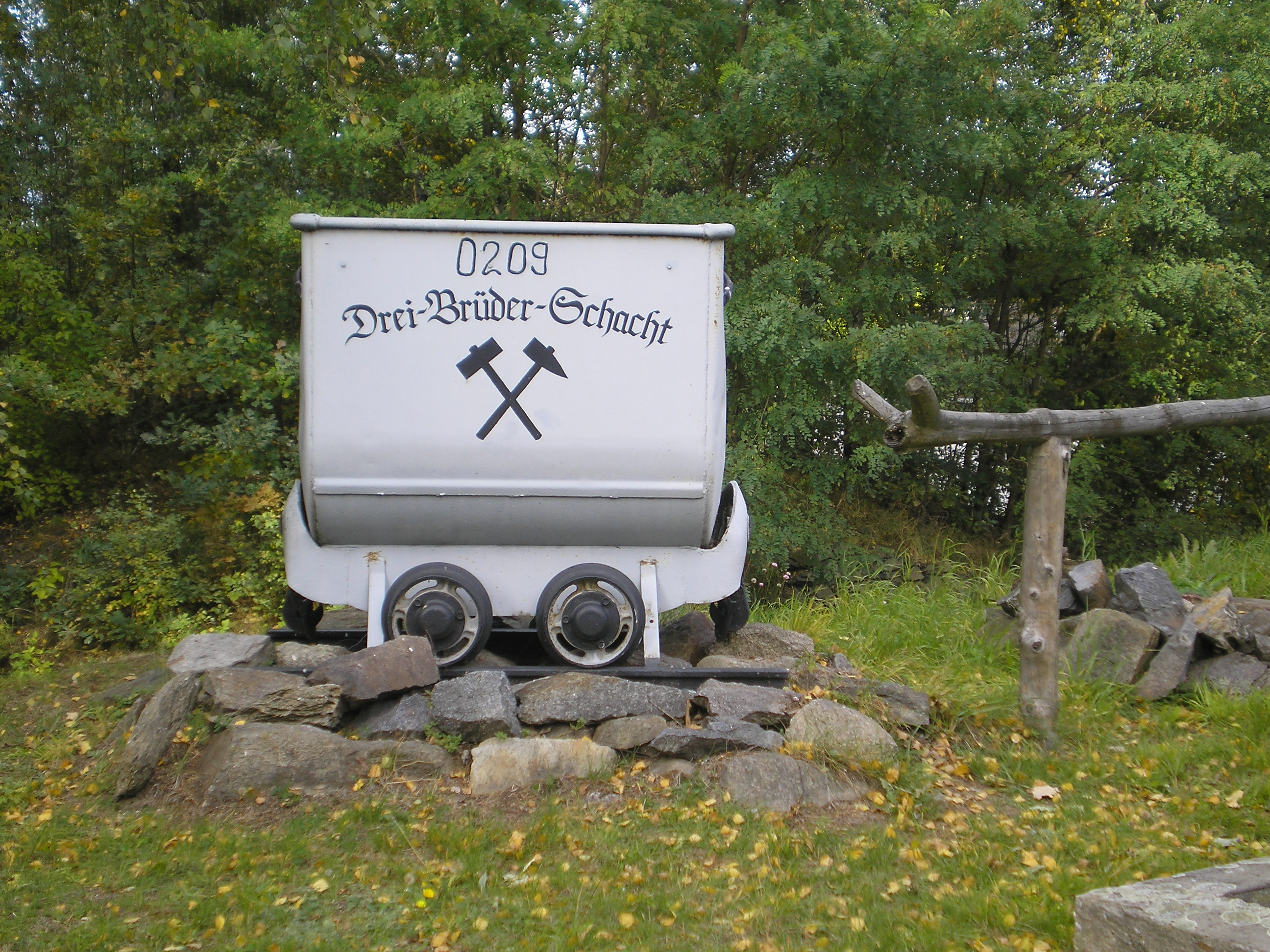
Ein Hunt vor dem Drei-Brüder-Schacht

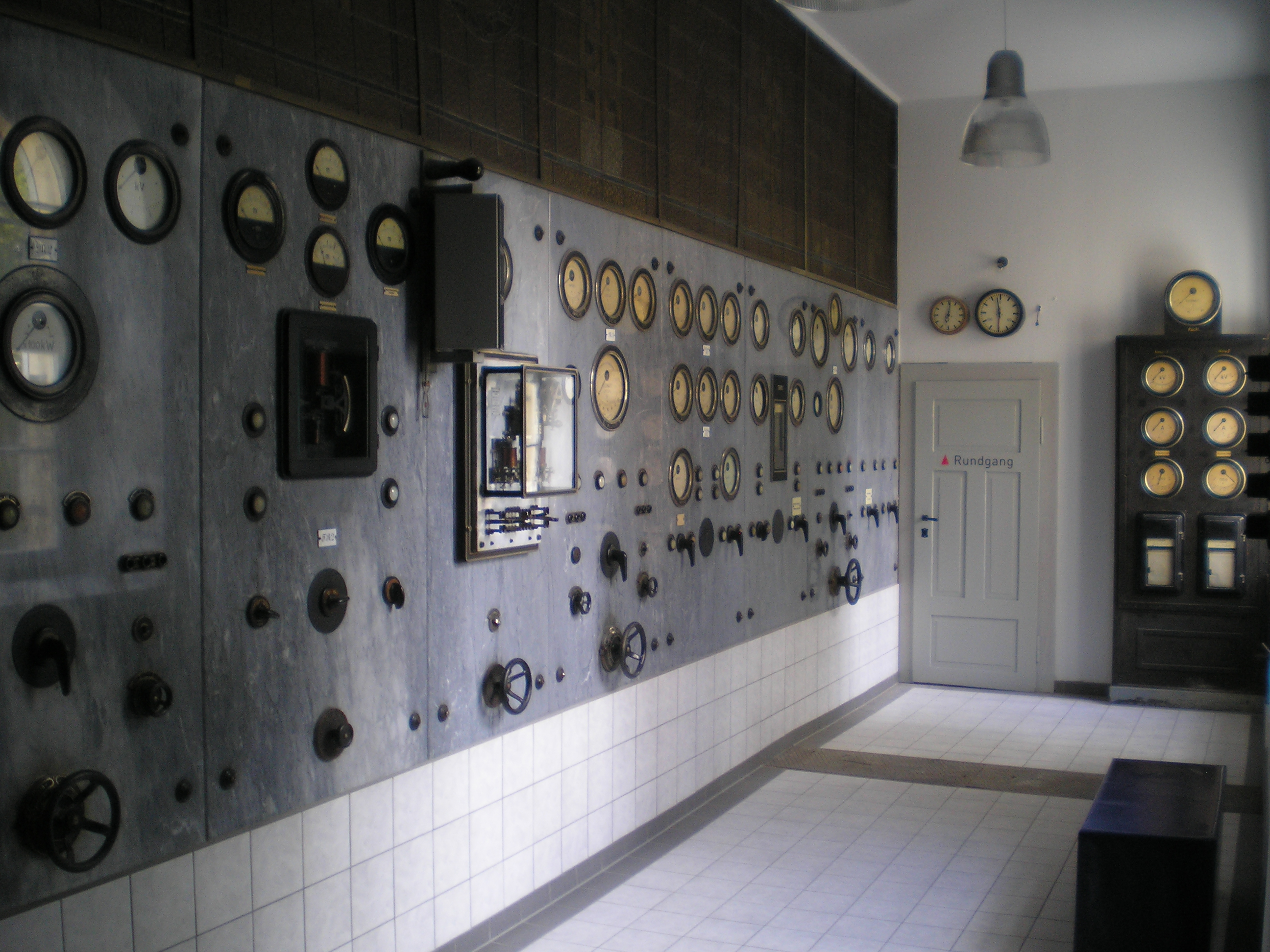
Alte Schaltwarte im Drei-Brüder-Schacht

Ansicht der Schaltwarte im Drei-Brüder-Schacht um das Jahr 1920

1992 wurde der Förderverein Drei-Brüder-Schacht e. V. gegründet, der es sich zum Ziel gesetzt hat, das technische Denkmal Drei-Brüder-Schacht zu erhalten. Daneben wird auch angestrebt, eines Tages wieder Strom im Kavernenkraftwerk zu erzeugen. Mit Spenden und Beiträgen konnten große Teile der übertägigen Anlagen saniert werden. Auch durch den Verkauf von Kuxen, symbolischen Schachtanteilsscheinen, mit denen eine Patenschaft über einen Abschnitt der Schachtröhre übernommen werden kann, konnten Schritte zum Erhalt der Anlage getan werden. Die Untertageanlagen sind für einen zukünftigen Kraftwerksbetrieb jedoch nicht mehr geeignet, da sie trotz ihrer Konservierung beschädigt wurden und korrodieren.
Seit November 2008 befindet sich auf dem Drei-Brüder-Schacht die Ausstellung WassErleben. Gefördert durch die Deutsche Bundesstiftung Umwelt und das Sächsische Staatsministerium für Umwelt und Landwirtschaft veranschaulicht sie das Zusammenwirken der Revierwasserlaufanstalt mit der Idee des Kavernenkraftwerks.
Als Besuchermagnet hat sich das jährlich im Mai stattfindende Dampfmodelltreffen etabliert, bei dem Aussteller aus ganz Deutschland zusammenkommen und Dampfmodelle aller Art ausstellen und vorführen.

### Hochwasser 2002 und Sanierung der Schachtanlage
Da die Schachteinbauten im Drei-Brüder-Schacht nach der Stilllegung ausgebaut wurden, war der Zugang zu den Untertageanlagen lange nur noch über Einstieg in den Schacht des Lehr- und Forschungsbergwerkes „Reiche Zeche“ der TU Bergakademie Freiberg möglich. In einer etwa 12-stündigen Befahrung durch den Rothschönberger Stolln konnte das ehemalige Unterwerk mit den konservierten Turbinen erreicht werden.
Während des August-Hochwassers 2002 wurde auch der Rothschönberger Stolln in Mitleidenschaft gezogen. Durch einen Verbruch stauten sich hier Wassermassen bis zum Drei-Brüder-Schacht zurück und setzten Teile der Untertageanlagen längere Zeit unter Wasser. Der Wasserstand erreichte in den Schachtanlagen eine Höhe von 16 m über dem Normalniveau, der Maschinenraum des Kavernenkraftwerks wurde dabei etwa 6 m überflutet. Die noch vorhandenen Untertageanlagen, die sich bis dahin in relativ gutem Zustand befanden, wurden dadurch unbrauchbar gemacht.
Nach diesem Hochwasserereignis wurden in ganz Sachsen an vielen wesentlichen Wasserlösungsstollen Sanierungsarbeiten zur Gewährleistung der Wasserabtragsfähigkeit – das heißt zum Hochwasserschutz – durchgeführt, unter anderem am Rothschönberger Stolln. Da der Drei-Brüder-Schacht den südlichsten Zugangspunkt zum Rothschönberger Stolln darstellt, ist der Schacht ein wichtiger Punkt, um den Stollen befahren, kontrollieren und warten zu können. Zwischen Dezember 2013 und Oktober 2016 wurden daher am Drei-Brüder-Schacht im Auftrag des Sächsischen Oberbergamts Sanierungsarbeiten durchgeführt, um den Zugang wieder maschinell befahrbar zu machen. Am 27. Oktober 2016 erfolgte im Beisein von Vertretern des Sächsischen Staatsministeriums für Wirtschaft, Arbeit und Verkehr, des Sächsischen Oberbergamts, der Stadt Freiberg sowie des Fördervereins Drei-Brüder-Schacht e. V. die feierliche Wiederinbetriebnahme des Schachtes für Kontroll- und Wartungszwecke. Der Rothschönberger Stolln ist seitdem wieder über den Drei-Brüder-Schacht zu erreichen.